# Giuseppe Antonio Schiavi
Giuseppe Antonio Schiavi (1686 circa – 1768) è stato uno scultore e pittore italiano attivo a Verona nella prima metà del XVIII secolo.

## Biografia

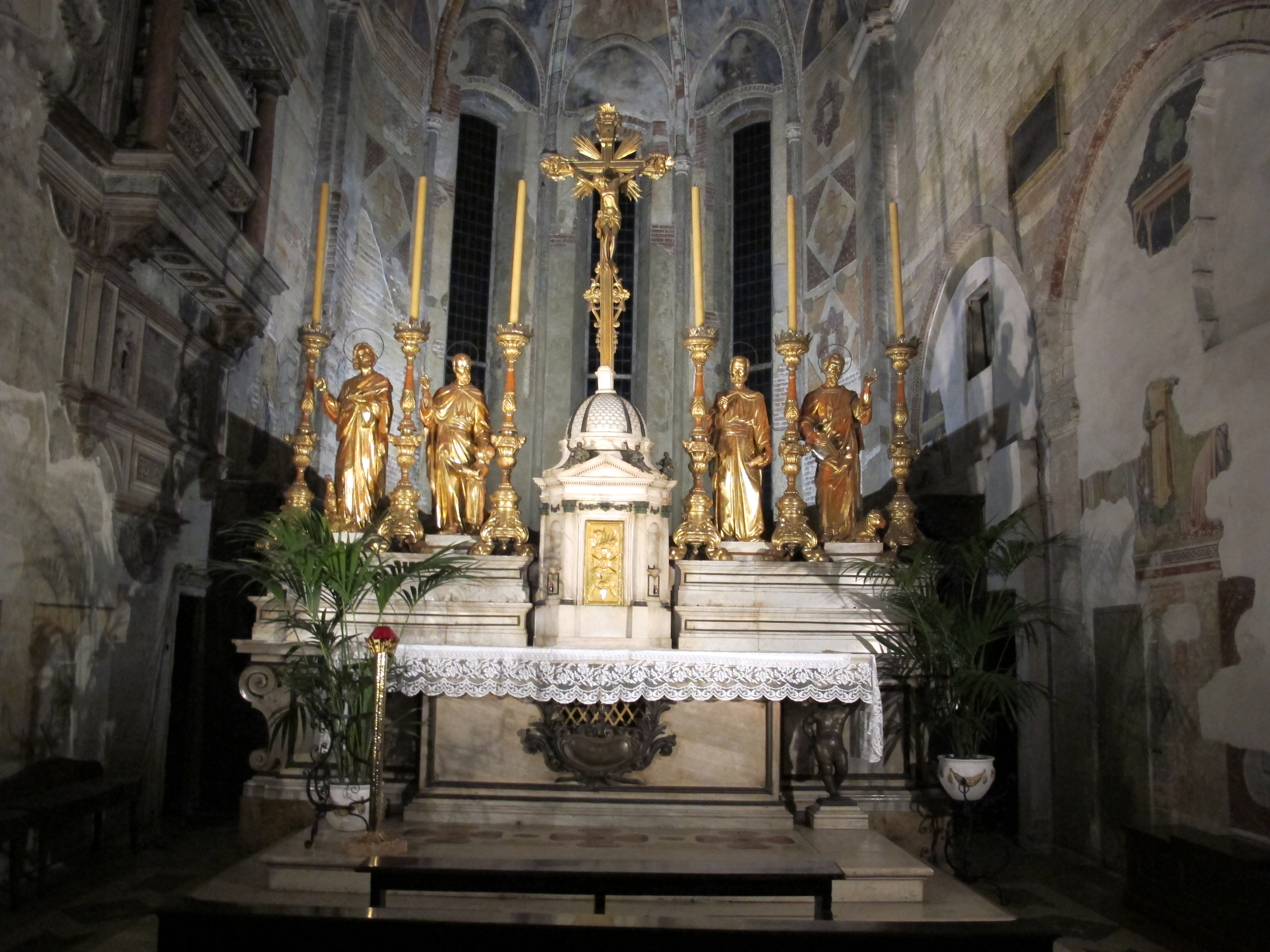
Altare maggiore di Giuseppe Antonio Schiavi, 1759

Figlio di Prospero, apprese la pittura da Alessandro Marchesini e la scultura da Domenico Negri, quest'ultimo autore di alcune opere per la chiesa di San Nicolò all'Arena. Tra i lavori che Giuseppe Antonio realizzò si possono citare due statue che adornano l'altare della cappella della famiglia Dionisi del Duomo di Verona, il busto di marmo di monsignor Francesco Bianchini, le statue dell'altare maggiore della chiesa di San Luca. Per la chiesa di San Fermo Maggiore realizzò le due statue della Maria Vergine e san Giovanni Evangelista, poste ai lati della cappella degli Agonizzanti, come pure scolpì le altre due simili di san Francesco d'Assisi e sant'Antonio da Padova per la cappella a quest'ultimo dedicata, oltre ai quattro angioletti posti in alto. Sempre per la chiesa di San Fermo fece le sue statue dei santi Fermo e Rustico collocate ai lati dell'altare maggiore e la statua di san Gualfardo con due angeli per la cappella di San Francesco. Nella chiesa dei Santi Siro e Libera lo Schiavi realizzò i due angeli di marmo che sostengono il tabernacolo sull'altare maggiore; più in alto la Beata Vergine Immacolata e due angioletti posti sulle portelle laterali.
Inoltre, scolpì il busto di Scipione Maffei posto sulla porta del suo Museo lapidario, una piccola statua di san Girolamo per un altare di chiesa di San Zeno in Oratorio, tutte le statue che sono sulla ringhiera di palazzo Canossa ed altre per il giardino Pompei a Illasi. Suo è anche l'altare maggiore, di cui ne rimane solo la mensa, per la chiesa di San Tomaso Cantuariense. Ebbe due figli, Prospero, il maggiore, che si dedicò alla pittura e Francesco, il minore, che fu perito ingegnere e architetto.